# Макіївське газоконденсатне родовище
Макіївське газоконденсатне родовище — дрібне родовище в межах Сєвєродонецького та Сватівського районів Луганської області та Краматорського району Донецької області України.

## Опис
Належить до Північного борту нафтогазоносного району Східного нафтогазоносного регіону України.
Родовище виявили ще у 20 столітті та поставили на державний баланс в 1992 році. В 2010-му тут розпочала роботи з дорозвідки, а потім і розробки компанія «Куб-Газ» (головним учасником якої незадовго до того стала польська Kulczyk Oil Ventures). Першою спорудили свердловину М-19 (проєктна глибина 2100 метрів), в 2012-му ввели в експлуатацію свердловину М-21 (глибина 2210 метрів), того ж року завершили буріння М-16 (глибина значно більша ніж у попередніх — 4300 метрів, втім, притоки газу тут виявились незначними), в 2014-му підключили свердловину М-17,, у 2015-му ввели в експлуатацію М-22 (глибина 3629 метрів), а у 2016-му пробурили М-23 (проєктна глибина 2550 метрів).
Наприкінці 2010-х була споруджена свердловина М-30, в якій не виявили промислових припливів газу. Однак, навесні 2020-го «Куб-Газ» (на той час головним учасником вже стала Burisma Group) оголосила про плани спорудження пошукової свердловини М-26 (з проєктною глибиною від 3610 до 3800 метрів).
Вуглеводні виявлені у породах московського і башкирського ярусів (середній карбон) та серпуховського ярусу (нижній карбон).
Станом на 2012 рік запаси родовища оцінювались за українською класифікацією на рівні 178 млн м3 для категорії С1 та 840 млн м3 для категорії С2 (того ж року керівник «Куб-Газ» говорив про 1,5 млрд м3 запасів).
Видобуті вуглеводні надходять до установки підготовки газу (УПГ) Макіївського родовища, а підготована продукція подається до газопроводу Рубіжне — Луганськ (можливо відзначити, що УПГ Макіївського ГКР сполучена газопроводом із УПГ Ольгівського НГКР).